# Abbey Weitzeil
Abbey Weitzeil, född 3 december 1996 i Kalifornien, är en amerikansk simmare.

## Karriär
Weitzeil tävlade i fyra grenar för USA vid olympiska sommarspelen 2016 i Rio de Janeiro. Hon var en del av USA:s kapplag tillsammans med Simone Manuel, Dana Vollmer och Katie Ledecky som tog silver på 4×100 meter frisim. Weitzeil erhöll även ett guld efter att ha simmat försöksheatet på 4×100 meter medley. Individuellt slutade hon på 7:e plats på 100 meter frisim samt blev utslagen i semifinalen på 50 meter frisim.
I juli och augusti 2021 tävlade Weitzeil i fem grenar vid OS i Tokyo. Individuellt slutade hon på 8:e plats på både 50 och 100 meter frisim. Weitzeil var även en del av USA:s kapplag som tog silver på 4×100 meter medley, brons på 4×100 meter frisim samt som slutade på 5:e plats 4×100 meter mixed medley.